# 건강운동부 축구단
건강운동부 축구단(健康運動部蹴球團)은 일제강점기 조선 경기도 경성부에 있었던 축구 선수단이다.

## 시즌별 성적
| 시즌 | 대회                            | 참가 | 경기 | 승 | 무 | 패 | 득 | 실 | 차 | 승점 | 순위    |
| ---- | ------------------------------- | ---- | ---- | -- | -- | -- | -- | -- | -- | ---- | ------- |
| 1922 | 전국체육대회 축구 청년부 (2월)  | 11   | 2    | 1  | 0  | 1  | 2  | 3  | -1 |      | 2라운드 |
| 1922 | 전국체육대회 축구 청년부 (11월) | 12   | 4    |    |    | 1  |    |    |    |      | 준우승  |
| 1924 | 전국체육대회 축구 청년부        | 5    | 2    | 2  | 0  | 0  | 10 | 3  | +7 |      | 우승    |

## 수상 기록
| 시즌 | 대회                            | 수상   |
| ---- | ------------------------------- | ------ |
| 1922 | 전국체육대회 축구 청년부 (11월) | 준우승 |
| 1924 | 전국체육대회 축구 청년부        | 우승   |

## 참고 문헌
- “스포츠지원포털 등록 현황”. 대한체육회.
- “대한체육회 국내종합경기대회”. 대한체육회.
- “KFA 통합경기정보 시스템”. 대한축구협회.
- 《대한체육회 50년》. 대한체육회. 1970. 2020년 11월 8일에 원본 문서에서 보존된 문서. 2022년 11월 5일에 확인함.
- 《대한체육회 70년사》. 대한체육회. 1990. 2020년 11월 8일에 원본 문서에서 보존된 문서. 2022년 11월 5일에 확인함.
- 《대한체육회 90년사》. 대한체육회. 2011. 2020년 11월 8일에 원본 문서에서 보존된 문서. 2022년 11월 5일에 확인함.
- 대한체육회 100주년 기념사업부 (2020). 《대한민국 체육 100년》. 대한체육회.
- 《韓國蹴球百年史(한국축구백년사)》. 대한축구협회. 1986.